# Datyw
Datyw – imię męskie pochodzenia łacińskiego, które oznacza „prezent, upominek, dar”. W Polsce imię nie jest używane. Pospolity rzeczownik datyw oznacza przypadek gramatyczny, celownik. 
W styczniu 2025 i w styczniu 2024 w rejestrze PESEL,wśród publicznie dostępnych danych dotyczących osób żyjących, nie było osób o imieniu Datyw ani Dativus. 
W innym języku:
- łacina – Dativus[1][4].